# Gregory Cooke
Gregory Michael Cooke (* 1966 in Wimbledon) ist ein britischer Schauspieler, Regisseur, Produzent und Drehbuchautor.

## Karriere
Schon mit 13 Jahren erhielt Cooke seine erste schauspielerische Rolle. Für eine Folge der Fernsehserie A Picture of Katherine Mansfield trat er als Darsteller auf.
Seine Filmkarriere begann hingegen erst in den 1980er Jahren. Cooke trat in diesem Zeitraum fast ausschließlich in Fernsehserien auf.
In den 1990er Jahren erhielt er auch einen kurzen Auftritt für die populäre Fernsehserie ALF. 1993 spielte er erstmals in einem Kinofilm mit, er erhielt eine Rolle für Der Kidnapper. Auch in den folgenden Jahren war er stets in Kinofilmen anzutreffen, der bekannteste Film mit seiner Mitwirkung war Titanic, für den Cooke eine Nebenrolle ausführte.
Nach der Jahrtausendwende beschränkte sich Cooke nun nicht mehr ausschließlich auf die Schauspielerei, er begann auch als Regisseur, Drehbuchautor und Produzent tätig zu werden. Für den Film Boys Life 3 führte er Regie und wirkte als Produzent. Im folgenden Jahr arbeitete er erneut als Regisseur, diesmal für Ripped, wofür er auch das Drehbuch schrieb.

## Filmographie

### Schauspieler
- 1973: A Picture of Katherine Mansfield (Fernsehserie)
- 1984: Nadia (Fernsehfilm)
- 1987: Vietnam War Story (Fernsehserie)
- 1987: Fame (Fernsehserie)
- 1987: Die Schöne und das Biest (Beauty and the Beast) (Fernsehserie)
- 1988: Lincoln (Fernsehfilm)
- 1989: Nackte Lügen (Naked Lie) (Fernsehserie)
- 1989: Nightmare Classics (Fernsehserie)
- 1990: ALF (Fernsehserie)
- 1991: Geschichten aus der Gruft (Tales from the Crypt) (Fernsehserie)
- 1992: Melrose Place (Fernsehserie)
- 1993: Der Kidnapper (Father Hood)
- 1995: Chaos! Schwiegersohn Junior im Gerichtssaal (Jury Duty)
- 1996: Over Here (Fernsehfilm)
- 1997: Titanic
- 1998: Homicide (Fernsehserie)
- 1999: Der Playboy – Die Hugh Hefner Story (Fernsehfilm)
- 2000: Something Close to Heaven
- 2002: Wishcraft
- 2003: J.A.G. – Im Auftrag der Ehre (JAG) (Fernsehserie)

### Regie
- 2000: Boys Life 3
- 2001: Ripped

### Drehbuch
- 2001: Ripped

### Produzent
- 1999: $30
- 2000: Boys Life 3